# وستوک ۴
وستوک ۴ (به روسی: Восток)(به معنای شرق) چهارمین مأموریت سرنشین دار سازمان فضایی شوروی محسوب می‌شود. این مأموریت به طور مشترک و همزمان با وستوک ۳ انجام شد و اهداف عمده آن شامل آزمایش تاثیر بی وزنی بر عملکرد بدن انسان، آزمایش قابلیت‌های عملیاتی فضاپیمای وستوک 3KA در پروازهای بلند مدت مداری و همچنین اطلاع از توانمندی تیم کنترل زمینی بر نحوه راهنمایی دو فضاپیمای فعال در مدار زمین می‌شد.

وستوک ۴ کمی بعد از وستوک ۳ به فضا پرتاب شد و پس از پرتاب دو فضاپیما با فاصله ای حدود ۶.۵ کیلومتری از یکدیگر در مدار زمین قرار داشتند. با اینکه این فضاپیماها قابلیت پهلوگیری را نداشتند اما در مقطعی توانستند به یکدیگر نزدیک شوند و برای نخستین بار ارتباط رادیویی بین دو فضاپیما در مدار زمین را برقرار کنند.
در طول این مأموریت سیستم‌های حیاتی فضاپیما دچار مشکل شد و دمای داخل فضاپیما به حدود ۱۰ درجه سانتی‌گراد کاهش پیدا کرد ولی با این وجود مأموریت با موفقیت به اتمام رسید.

## خدمه مأموریت
| شماره | نام          | ملیت               | تعداد پرواز | تصویر |
| 1     | پاول پوپوویچ | اتحاد جماهیر شوروی | ۱           |       |